# کولت مک کالوم
کولت مک کالوم (انگلیسی: Collette McCallum؛ زادهٔ ۲۶ مارس ۱۹۸۶) بازیکن فوتبال اهل استرالیا است.
از باشگاه‌هایی که در آن بازی کرده‌است می‌توان به اسکای بلو اف‌سی اشاره کرد.
وی همچنین در تیم‌های ملی فوتبال Australia women's national under-20 soccer team و زنان استرالیا بازی کرده‌است.